# 游恭
游恭（?—?），字夢得，唐末建安人。
唐朝末年進士。博学能文，在當時有名聲望。早年擔任鄂州（湖北武汉）杜洪的書記，杜洪为吳王杨行密刺殺後，便於吳王底下當官，出任館異巡官。武義元年（919年），升任駕部員外郎及知制誥等職務。杨渥去世後，游恭奉命撰写墓志铭。著有《小東里集》三卷、《廣東里集》四卷，此兩著作已經散失。游簡言是他的兒子。